# Marc Picard (Unternehmen)
Marc Picard war der Name eines Lederwarenhändlers und ehemaligen Herstellers von Lederwaren mit Hauptsitz in Altenbuch. Die familiengeführte Unternehmensgruppe ging im Jahr 2016 insolvent und wird seit 2021 als Marke von Picard Lederwaren weiterbetrieben.

## Geschichte

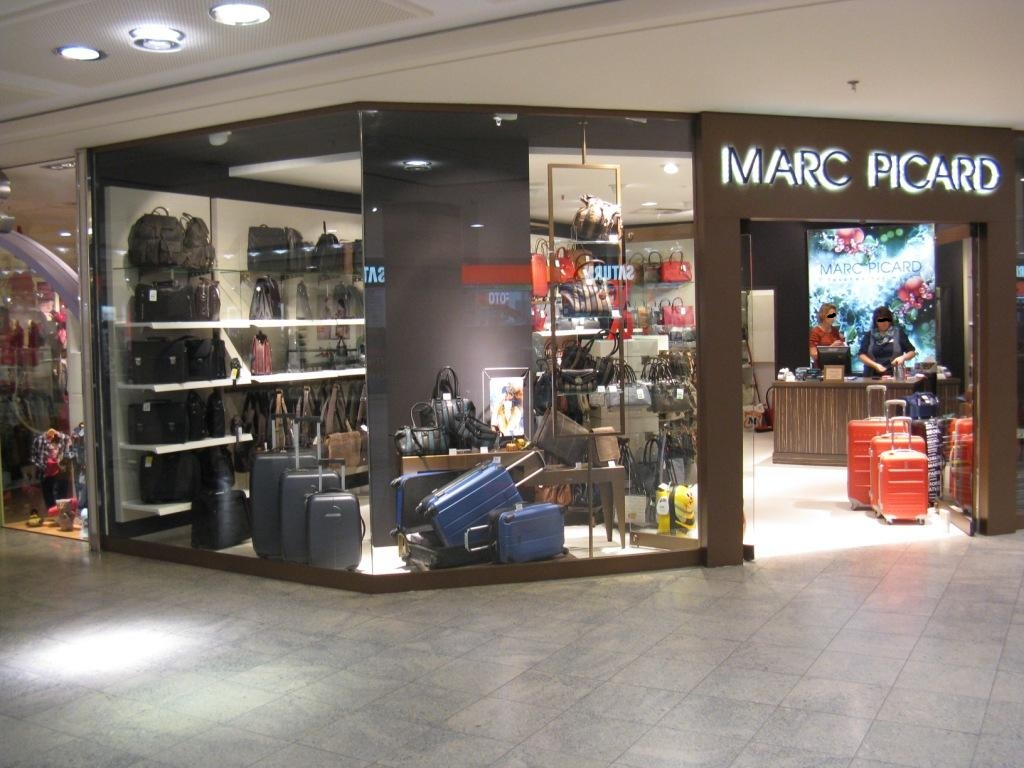
Filiale im Isenburg-Zentrum, 2013

2010 startete das Unternehmen einen eigenen Onlineshop.
Ein Antrag wegen Zahlungsunfähigkeit wurde am 22. April 2016 beim Amtsgericht Aschaffenburg gestellt. Das Insolvenzverfahren wurde am 1. Juli eröffnet. In der Folge wurde der Geschäftsbetrieb eingestellt.
Die Marke Marc Picard wurde 2021 von der Firma Picard Lederwaren aus Obertshausen übernommen und als junge Linie weitergeführt.

## Unternehmen
Zuletzt besaß die Unternehmensgruppe 49 eigene Filialen, davon 37 in Deutschland, je drei in den Niederlanden und der Schweiz, je zwei in Tschechien und Österreich und je eine in Italien und der Slowakei. In Deutschland wurden 182 Menschen beschäftigt, der Auslandsvertrieb wurde über sieben Tochtergesellschaften abgewickelt.

## Produkte
Das Produktangebot reichte von Damen- und Herrentaschen über Business-, Freizeit- und Reisetaschen bis Trolleys, Kleinlederwaren und Rucksäcken.